# 中期借贷便利
中期借貸便利，英文Medium-term Lending Facility，簡稱MLF，是中國人民銀行2014年9月创设的一項針對中期基礎貨幣的貨幣政策工具，对象为符合宏观审慎管理要求的商业银行、政策性银行，可通过招标方式开展。其具体操作方式为，金融机构提供国债、央行票据、政策性金融债、高等级信用债等优质债券作为合格质押品，由央行提供资金，以调节金融机构中期融资成本的方式，支持相关机构提供低成本贷款，目的在于间接降低社会融资成本。
2015年5月之前，MLF操作均为3个月期限，而2015年下半年至年底都是6个月期限的；2016年开始，中国人民银行创设了1年期期限的MLF操作。

## 歷史變動
| 日期          | 一年期MLF      | 資料來源 |
| ------------- | -------------- | -------- |
| 2019年11月5日 | 3.25% (-0.05%) | [ 3 ]    |
| 2020年2月17日 | 3.15% (-0.10%) | [ 4 ]    |
| 2022年8月15日 | 2.75% (-0.10%) | [ 5 ]    |